# Miss USA 2001
A 50ª edição do concurso Miss USA foi realizada no Genesis Convention Center, em Gary, no dia 2 de março de 2001. O evento foi vencido por Kandace Krueger, do Texas, que foi coroada por sua antecessora, Lynette Cole, do Tennessee.
O concurso foi realizado em Gary pela primeira vez e foi realizado pela primeira vez no começo de março em dois anos, após ter sido realizado em Branson, Missouri, entre 1999 e 2000, no início de fevereiro.
William Shatner apresentou o concurso pela única vez. Os comentários da transmissão foram de Tommy Davidson, da Miss Teen USA 1998 Vanessa Minnillo, e da Miss Universo de então, Lara Dutta. Lara Fabian, Evan and Jaron e The Warren Brothers serviram como atrações musicais.

## Resultados

### Classificação
| Resultados finais | Candidata |
| ----------------- | --- |
| Miss USA 2001     | - Texas - Kandace Krueger |

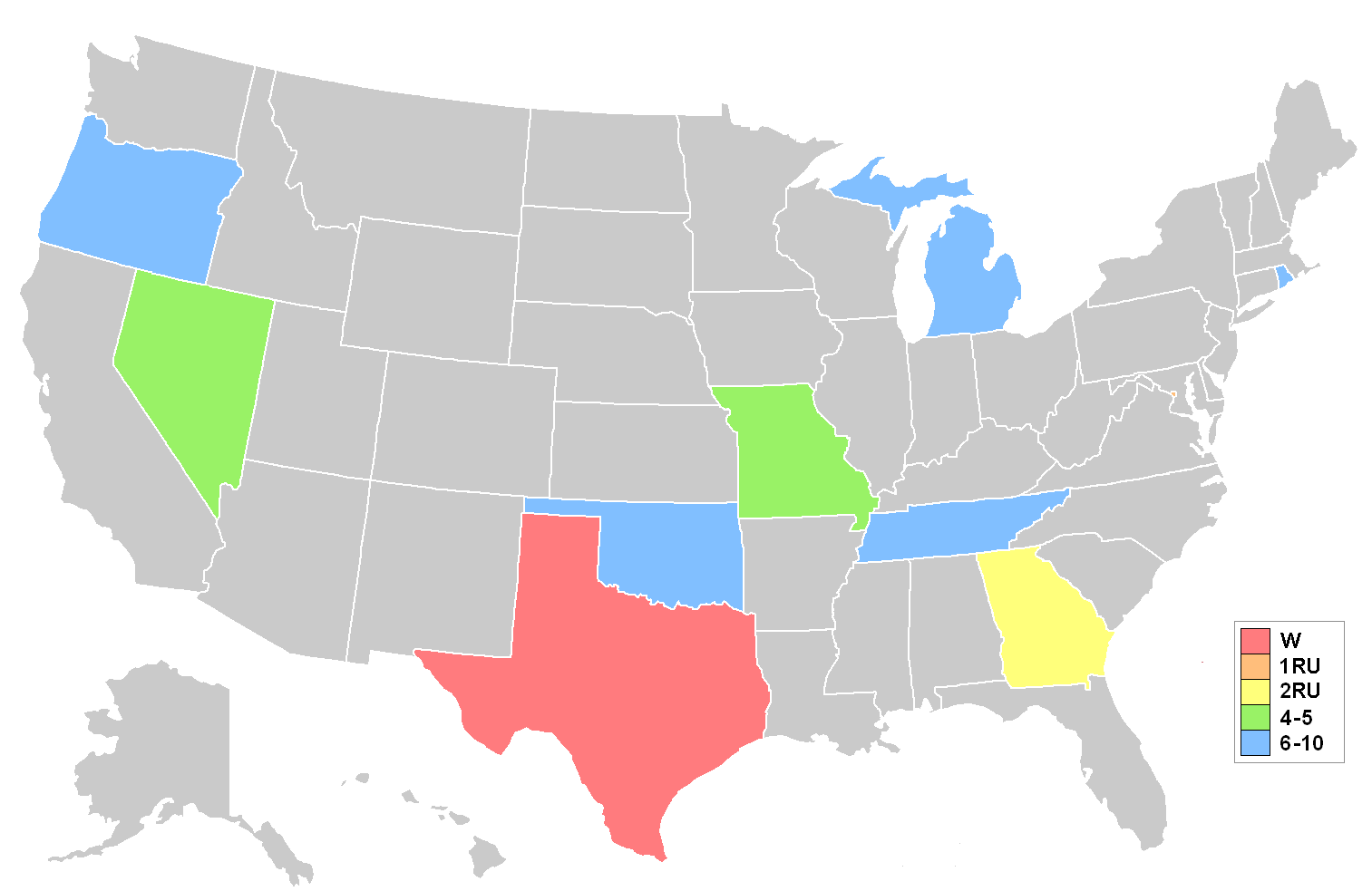
Mapa mostrando a classificação por Estado

| 2ª colocada       | - Distrito de Columbia - Liane Angus |
| 3ª colocada       | - Geórgia - Tiffany Fallon |
| Top 5             | - Nevada - Gina Giacinto - Missouri - Larissa Meek                                                                                           |
| Top 10            | - Tennessee - Lisa Tollett - Michigan - Kenya Howard - Oklahoma - Cortney Phillips - Rhode Island - Yanaiza Alvarez - Oregon - Endia Abrante |

### Premiações especiais
- Miss Simpatia: Monica Palumbo (Carolina do Norte)
- Miss Fotogenia: Katee Doland (Colorado)
- Prêmio Clairol de Instintos Naturais de Estilo: Megan Gunning (Maryland)
- Best in Swimsuit: Larissa Meek (Missouri)